# بارک سایکوسیس
بارک سایکوسیس (انگلیسی: Bark Psychosis) گروه موسیقی پست-راک انگلستانی برخاسته از شرق لندن است. این گروه که سال ۱۹۸۶ شکل گرفت با انتشار آلبوم هگز (Hex) در سال ۱۹۹۴، خود را به عنوان پیشگام سبک پست‌راک معرفی کرد.